# Sendeelektronik
Als Sendeelektronik bezeichnet man den Teil von Funksystemen, welche die zur Speisung von Sendeantennen erforderliche hochfrequente Spannung erzeugen.
Sie unterscheiden sich von anderen elektronischen Systemen mit hochfrequenten elektrischen Spannungen durch die höhere Ausgangsleistung ab ca. 1 Watt, welche erforderlich ist, um das Funksignal mittels einer Antenne über größere Entfernungen zu übertragen. Ein Gegenbeispiel wäre die Zwischenfrequenzstufe in Rundfunkempfängern, die nur Leistungen im Milliwattbereich erzeugt.

## Historie

### Knallfunken- und Maschinensender
Während früher nur Radio-, Fernseh- und Amateurfunksender über eine Sendeelektronik verfügten, ist sie heute fester Bestandteil der millionenfach in Gebrauch befindlichen Mobiltelefone (Handys). Zu Beginn des zwanzigsten Jahrhunderts war noch keine Elektronik verfügbar. Daher verwendeten die ersten Funksysteme Hochfrequenzgeneratoren, die aus einer Funkenstrecke und einer Hochfrequenzspule bestanden. Wie bei der elektrischen Zündung bei Ottomotoren entstand bei der Unterbrechung eines geeigneten Stromkreises ein elektrischer Funke, der mit seinem breiten Frequenzspektrum bis in den Megahertzbereich geeignet war, einen hochfrequenten Spannungsimpuls zu erzeugen. Dieser ließ sich dann mittels geeigneter Antennen über größere Distanzen übertragen, daher rührt die Bezeichnung des sogenannten „Rundfunks“. Damit waren zunächst nur Übertragungen als Morsezeichen möglich, es gab ab der Jahrhundertwende auch sogenannte Maschinensender, die mit Lichtbögen, also sozusagen "Dauerfunken", erstmals durchgängige Trägerwellen im Langwellenbereich erzeugten.

### Röhrenelektronik
Erst mit der Entwicklung von Elektronenröhren ab Mitte des ersten Jahrzehnts des 20. Jahrhunderts entstanden Sendeelektroniken im eigentlichen Wortsinne. Hier wurde ein Schaltkreis mit einem aktiven Verstärkungselement (HF-Röhre) und starker induktiver oder kapazitiver Rückkopplung dazu genutzt, eine selbsterregende Schwingung zu erzeugen. Der hierzu erforderliche Schaltungsteil nennt sich Oszillator. Nun wurde es möglich, kontinuierliche HF-Trägerfrequenzen abzustrahlen. Der große Vorteil gegenüber reinen Funken-Systemen besteht darin, dass sich diese kontinuierliche Hochfrequenzschwingung modulieren lässt, zum Beispiel mit Sprachfrequenz. Die dazu erforderliche Schaltung ist Teil der Sendeelektronik und nennt sich Modulator. Diese Modulation findet in der Empfangselektronik des Empfängers ihre Entsprechung als Demodulation, mit der das reine Nutzsignal zurückgewonnen wird. Mit dem Aufkommen der Elektronenröhren wurde damit der sogenannte Sprechfunk und ab Mitte der 1930er Jahre sogar der sogenannte Bildfunk, also der Fernsehrundfunk möglich.

### Halbleiterelektronik
Die Endstufen von normalen Sendeelektroniken im Rundfunkwesen basieren zum Teil noch bis heute auf Elektronenröhren, weil Transistoren für die oftmals erforderlichen großen Leistungen und hohen Frequenzen im Gegensatz zu den Transistoren in den Rundfunk- und Fernsehempfängern zum Teil noch nicht verfügbar sind. Die Sendeelektronik umfasst drei wichtige Schaltungsblöcke: den Oszillator, die Modulatorstufe und die Sendestufe.
In der Modulatorstufe wird die Trägerfrequenz aus dem Oszillator mit dem zu übertragenden Nutzsignal überlagert. Dabei sind verschiedene Modulationsarten möglich. Die einfachste und historisch erste ist die Amplitudenmodulation, bei der die Spannungsversorgung des Schwingkreises im Takt des Nutzsignals variiert. Dadurch ändert sich die Höhe der Trägerfrequenz zusammen mit dem Nutzsignal. Zum Empfang sind eigentlich nur eine Diode und ein Kopfhörer vonnöten (Kristallempfänger). Funkübertragungen mit Amplitudenmodulation sind aber sehr empfindlich gegen Störungen.
Die nächste Modulationsart ist die Frequenzmodulation, bei der die Höhe der Trägerfrequenzspannung gleich bleibt und stattdessen die Frequenz des Trägersignals im Rhythmus des Nutzsignals schwankt. Schließlich gibt es noch die Seitenbandmodulation, bei der das gesamte Nutzsignal ausschließlich in den Frequenzspektren abseits der Trägerfrequenz steckt. Mit der steigenden Verbreitung der Sendeelektroniken ging auch eine Miniaturisierung her. Heute ist in Mobiltelefonen die Sendeelektronik zusammen mit dem Empfänger in einem integrierten Schaltkreis untergebracht.